# Muziekgebouw aan 't IJ

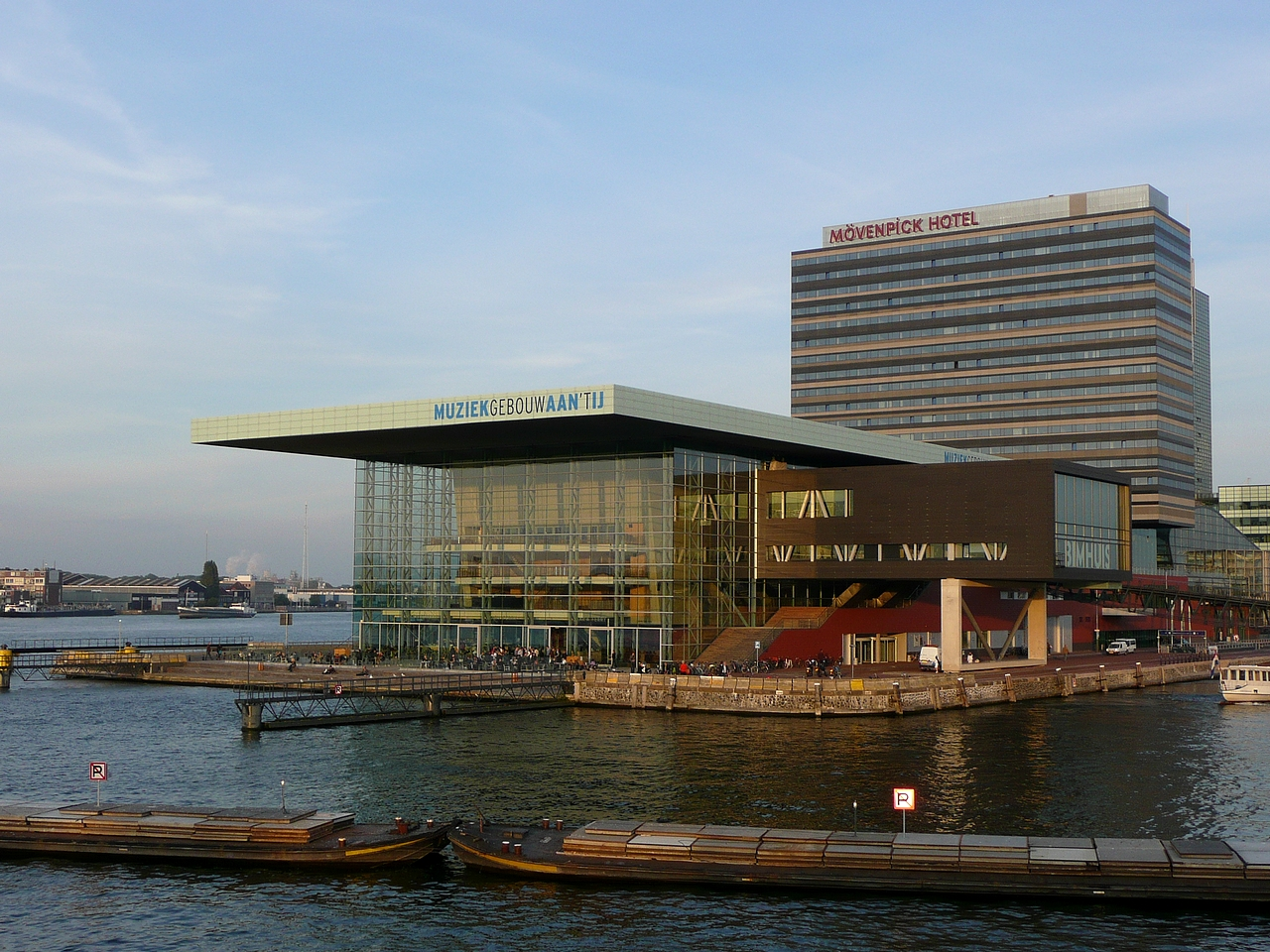
Muziekgebouw aan 't IJ, met het Bimhuis.

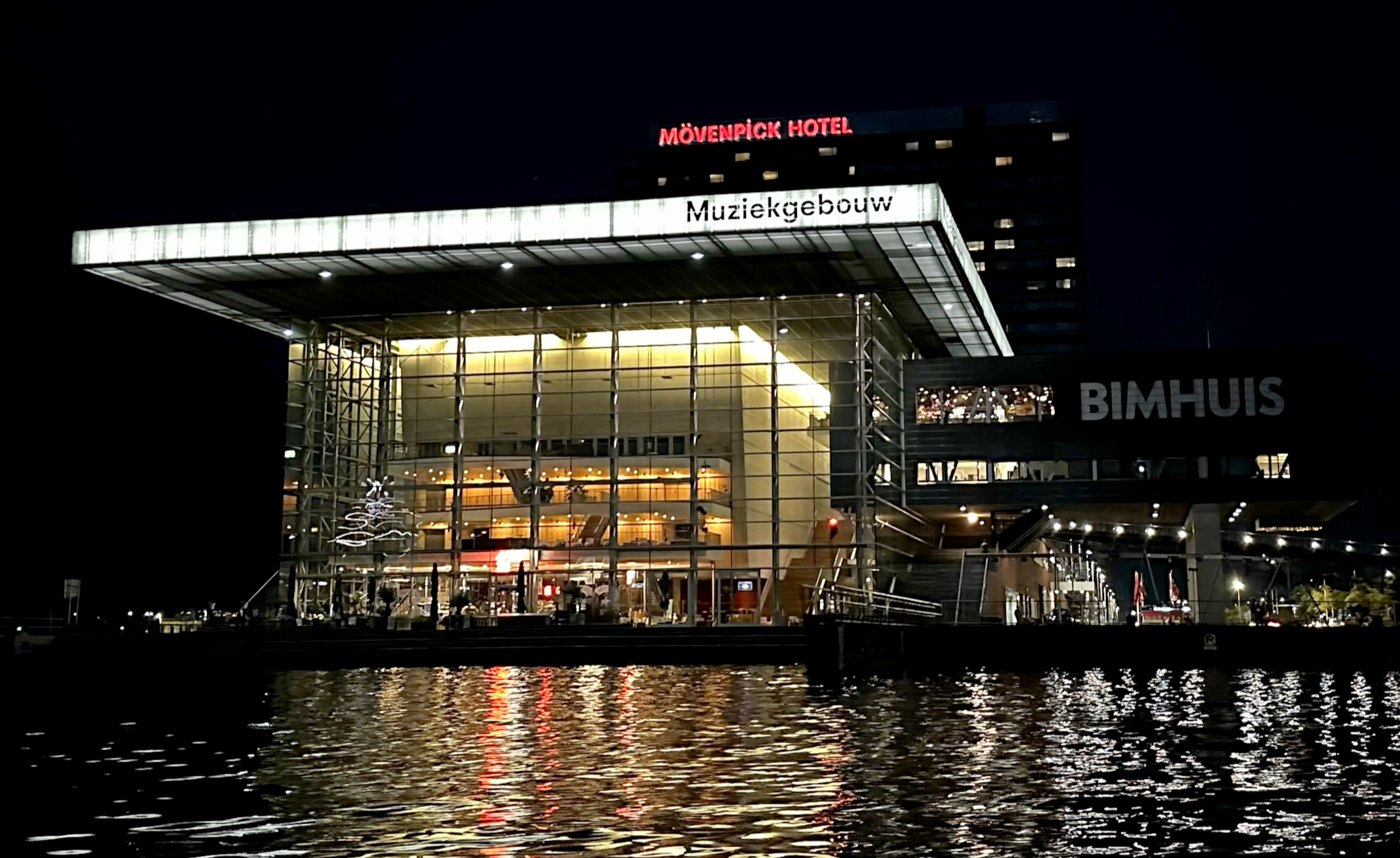
Muziekgebouw bij nacht

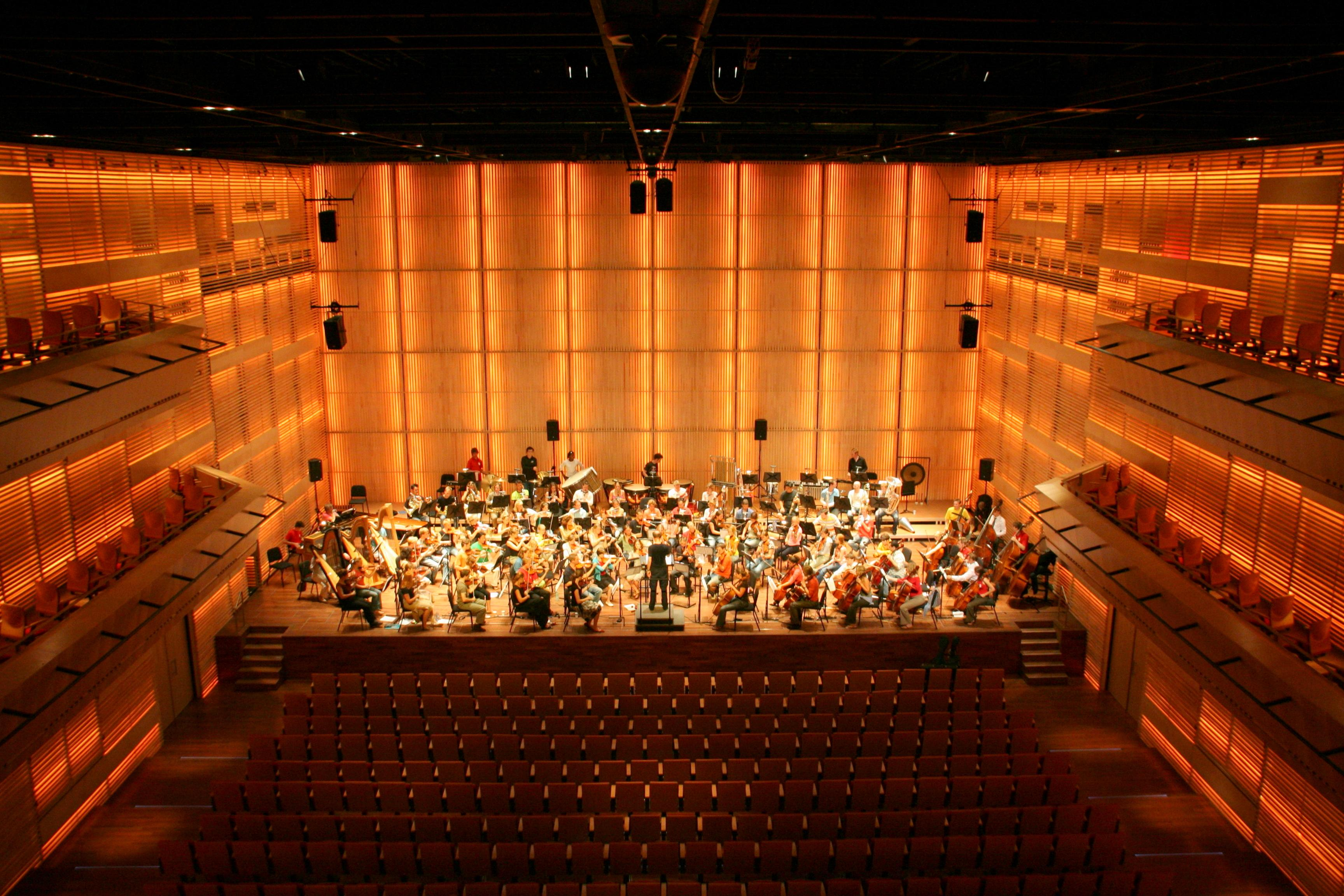
Interieur grote zaal

Het Muziekgebouw is een concertzaal aan de Piet Heinkade langs de oever van het IJ in Amsterdam-Oost, met als kernrepertoire eigentijdse klassieke muziek en daarnaast hieraan gerelateerde genres. Het gebouw ligt boven de IJ-tunnel. Het gebouw is ontworpen door het Deense architectenbureau 3xNielsen, kortweg 3XN. Het Bimhuis vormt een – deels – geïntegreerd gedeelte van het Muziekgebouw.

## De concertzaal
Het Muziekgebouw (bouwkosten 60 miljoen euro) werd geopend op 15 juni 2005 door toenmalig koningin Beatrix en bevat een middelgrote zaal (afmetingen 20 bij 30 meter) met ruimte voor 725 zitplaatsen. De zaal heeft een unieke, variabele akoestiek waarbij de nagalmtijd kan variëren van 1,5 tot 3,5 seconden. Dit wordt bereikt door het plafond op en neer te laten bewegen. Ook de vloer is beweegbaar. De zijwanden kunnen naar het podium verplaatst worden, en ook kan de achterwand omhoog gehesen worden. Ook de verlichting van de wanden is variabel van kleur door middel van led-armaturen. De zaal heeft twee smalle balkons, voor één rij bezoekers. Daarnaast is er een Kleine Zaal (afmetingen 19 × 8 m) met ruimte voor 100 zitplaatsen. Voor de musici zijn er drie repetitieruimtes.
Sinds 2017 heeft het Muziekgebouw een educatieproject: SoundLAB. Met ruim 100 speciaal voor het Muziekgebouw ontworpen met name elektronische instrumenten kan jong en oud hier workshops volgen. Tijdens de workshops maken deelnemers met elkaar een muziekcompositie. Het Muziekgebouw biedt ook kantoorruimte aan aan verschillende muziekorganisaties en festivals, zoals ensemble in residence Schönberg, Cappella Amsterdam, het Holland Festival en het Nieuw Ensemble.
Jan Wolff was van 2005 tot aan zijn pensioen per 1 juni 2008 algemeen en artistiek directeur. Hij was oprichter van "muziekcentrum De IJsbreker" aan de Weesperzijde, en heeft 18 jaar geijverd voor een nieuw gebouw. Als algemeen directeur werd hij per 1 juni 2008 opgevolgd door Tino Haenen. Tino Haenen was voor zijn aanstelling artistiek directeur van het hedendaagse-muziekfestival Ars Musica in Brussel. Daarnaast is ook een zakelijk directeur aangesteld. Sinds 1 december 2008 wordt deze rol vervuld door Boudewijn Berentsen.
In juli 2011 besloten de Raad van Toezicht van Muziekgebouw aan ’t IJ en Tino Haenen in onderling overleg het dienstverband van Haenen te beëindigen. Volgens de Raad van Toezicht vroeg het toenmalige tijdsgewricht van bezuinigingen in de culturele sector om een andere vorm van leiderschap, meer gericht op cultureel ondernemerschap. Naar aanleiding van het ontslag van directeur Tino Haenen in juli 2011 verscheen een artikel in NRC Handelsblad (13 augustus 2011, p.26). Volgens het artikel worden er met 2 zalen slechts 200 concerten per jaar gegeven met een gemiddelde bezetting van 45%. Bovendien krijgt het Muziekgebouw mogelijk te maken met bezuinigingen van de gemeente Amsterdam.
Een vervanger van Tino Haenen werd per februari 2012 gevonden in Maarten van Boven. Maarten van Boven was voorheen werkzaam als adjunct-directeur van poptempel Paradiso.

## Het gebouw
Het gebouw ligt aan drie zijden in het water van het IJ en kan omschreven worden als een betonnen doos, gehuld in een glazen huid, met een dak dat aan een kant zover uitsteekt dat het een luifel vormt. Binnen de betonnen doos bevindt zich nog een doos, die de daadwerkelijke zaal is. Tussen deze twee lagen bevinden zich verschillende mogelijkheden die de aanpassingen in de akoestiek veroorzaken. Het Bimhuis, dat geen deel uitmaakt van de organisatie van de concertzaal, springt aan de oeverzijde uit de massa van het gebouw.
In het gebouw bevinden zich ook café-restaurant 4'33, een grand café met terras aan het IJ, en een aantal kantoren, waar onder andere het Holland Festival, ensemble Schönberg, Nieuw Ensemble, Reactie & Respons en Amsterdam Sinfonietta gevestigd zijn.
Het gebouw heeft diverse prijzen ontvangen:
- 2006: de Dedalo Minosse Special Prize, een architectuurprijs voor geslaagde samenwerking tussen architect en opdrachtgever;
- 2006: de Urban Land Institute Award for Excellence, categorie Europa, voor de manier waarop het gebouw bijdraagt aan de verandering van een oud industriegebied naar een moderne stedelijke ruimte (samen met vier andere winnaars);
- 2007: de Nederlandse Bouwprijs, categorie Gebouwen, voor de manier waarop met beperkte middelen een gebouw met sterke uitstraling is gerealiseerd.

## Trivia
- Vanwege het 10-jarig bestaan in 2015 eerde het Muziekgebouw grondlegger Jan Wolff met een permanent monument aan de oever van het IJ in de vorm van een klankinstallatie. De installatie bestaat uit drie groepen speakers in en rond het Muziekgebouw. Componist Martijn Padding kreeg de opdracht voor een compositie die wordt ‘aangestuurd’ door meteorologische data rond het gebouw, waaronder windsnelheid en luchtvochtigheid. Uitgangspunt vormde Wolffs liefde voor het water, varen en de hoorn. Op 22 augustus – de sterfdag van Wolff – om 20.00 uur was het monument voor het eerst te horen, onthuld door componist Louis Andriessen. Vanaf dat moment klinkt de Huil van de Wolff iedere 22e van de maand om 20.00 uur rond het gebouw en over het IJ.

- In de Kleine Zaal bevindt zich een 31-toonsorgel ontworpen door Adriaan Fokker naar de 31-toonsverdeling van Christiaan Huygens.